# Хом'як (гора)
Хом'я́к — вершина у південно-східній частині Горган (Українські Карпати), більша частина гори розташована на території Поляницької сільської громади Івано-Франківської області.

## Загальні відомості
Висота — 1542 м, перепад висоти у порівнянні з долиною Пруту — 700—800 м. Форма дахоподібна. Складається з пісковиків. Схили розчленовані притоками річок басейну Пруту (північний схил — притоками Женця, південний — Прутця Яблуницького). У привершинній частині — кам'яні розсипища та осипища, далі — полонини і криволісся. Середня та нижня частина схилів вкрита мішаним і хвойним лісом. На північно-східних схилах гори бере початок потік Роскульський.
Гора Хом'як є популярним пунктом у пішохідних маршрутах вихідного дня. З вершини видно сусідні гори і хребти: Синяк і Довбушанка (на північному заході), Явірник (на півночі), Ліснів (на сході), за ним хребет Рокети з Лисиною Космацькою. На південному сході видно Чорногірський масив з Говерлою.
Незважаючи на свою відносну маленьку висоту, територія поблизу гори визначена лавинонебезпечною ділянкою, про що свідчать відповідні попереджувальні таблички на полонині попід горою. Очевидно, приводом для надання такого статусу стала загибель туриста навесні 2010 року під лавиною на північному боці Хом'яка.
17 вересня 2018 року завершено монтаж сонячних панелей на вершині гори. Встановлення сонячних панелей дозволить освітлювати статую Матері Божої у темну пору доби та популяризувати використання відновлюваних джерел енергії на природоохоронних територіях.

## Галерея

### Види з вершини

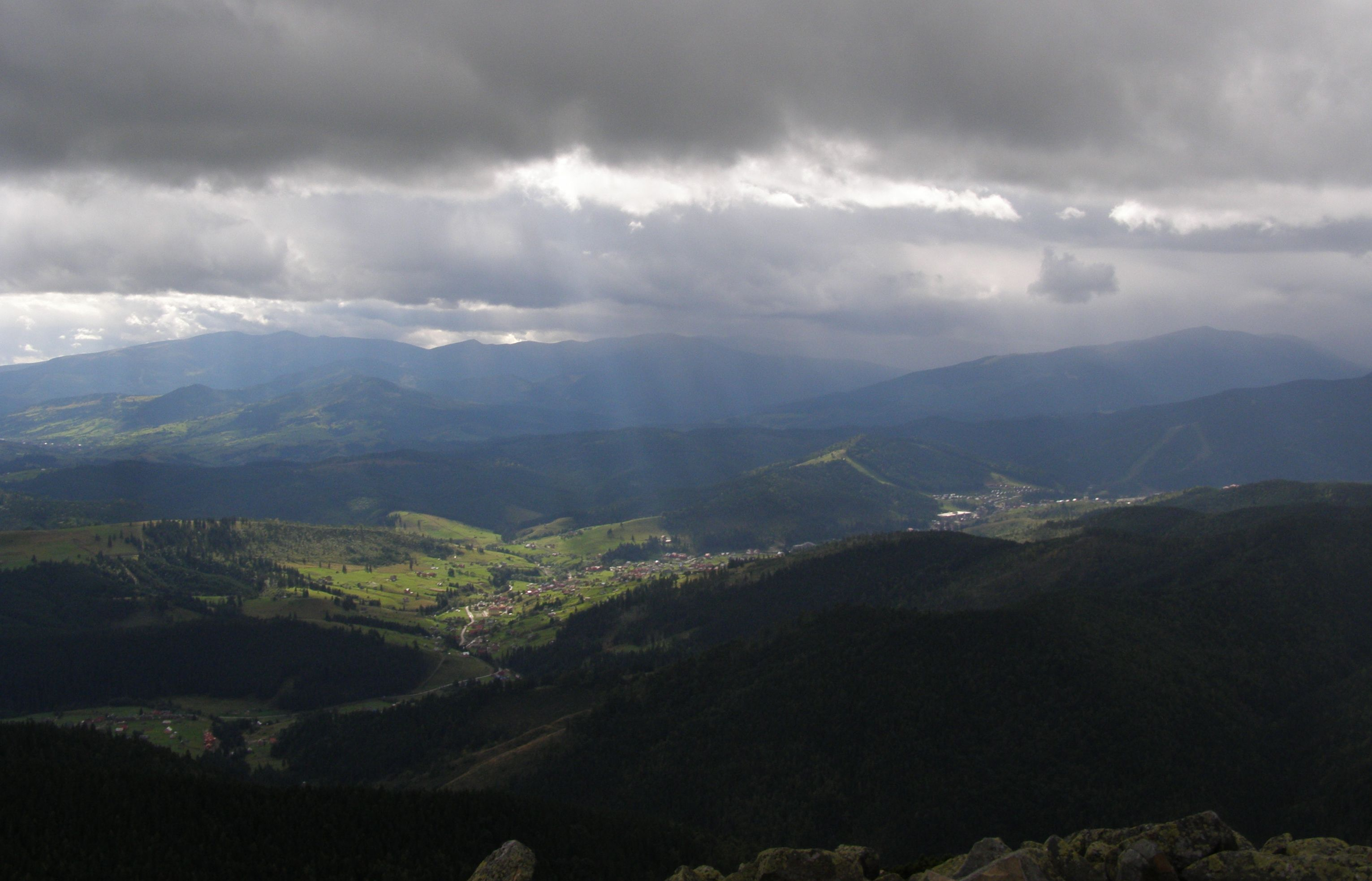
Вигляд з гори на долину р. Пруту
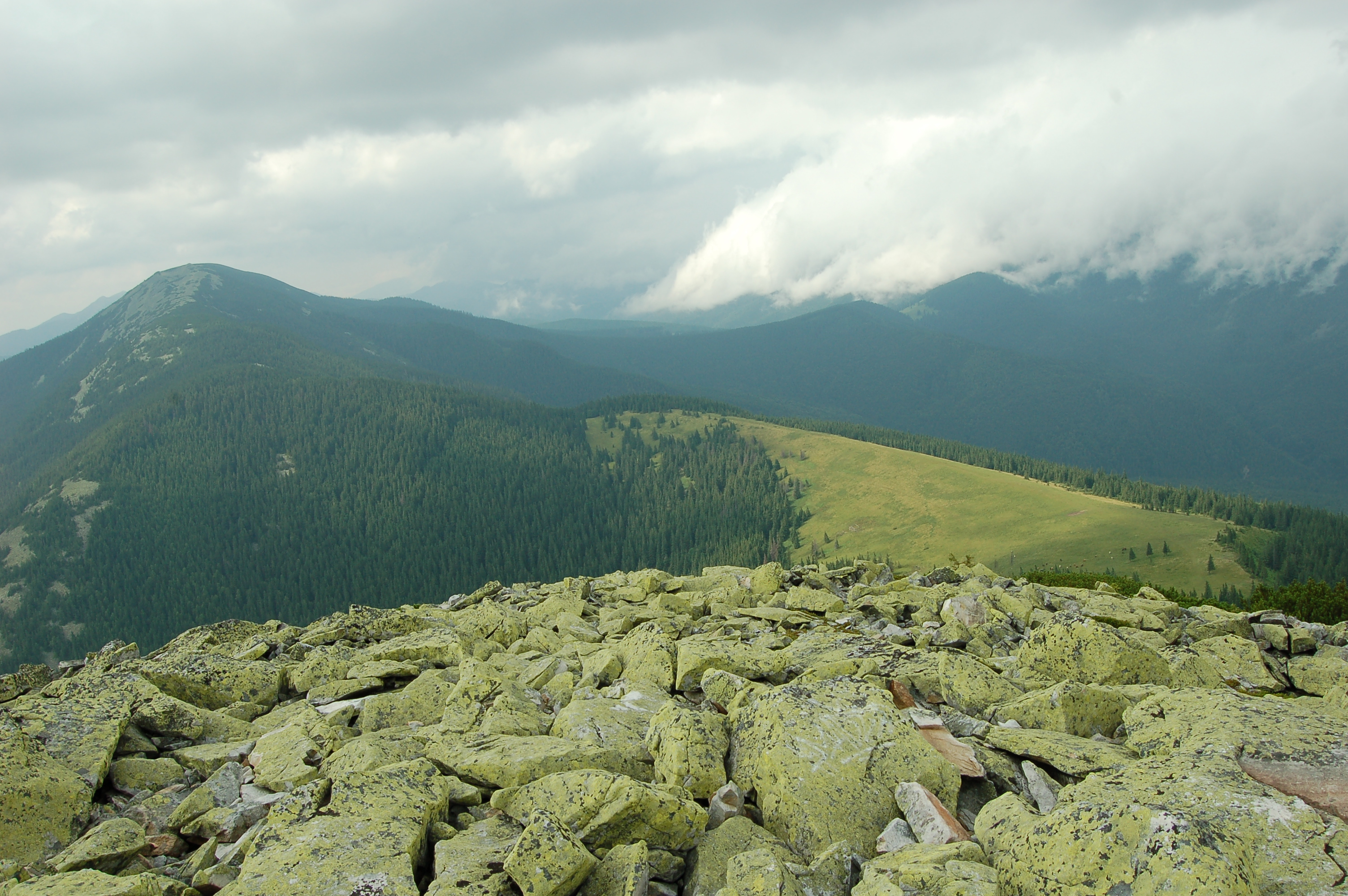
Зліва — вершина Синяка, внизу — полонина Хом'яків
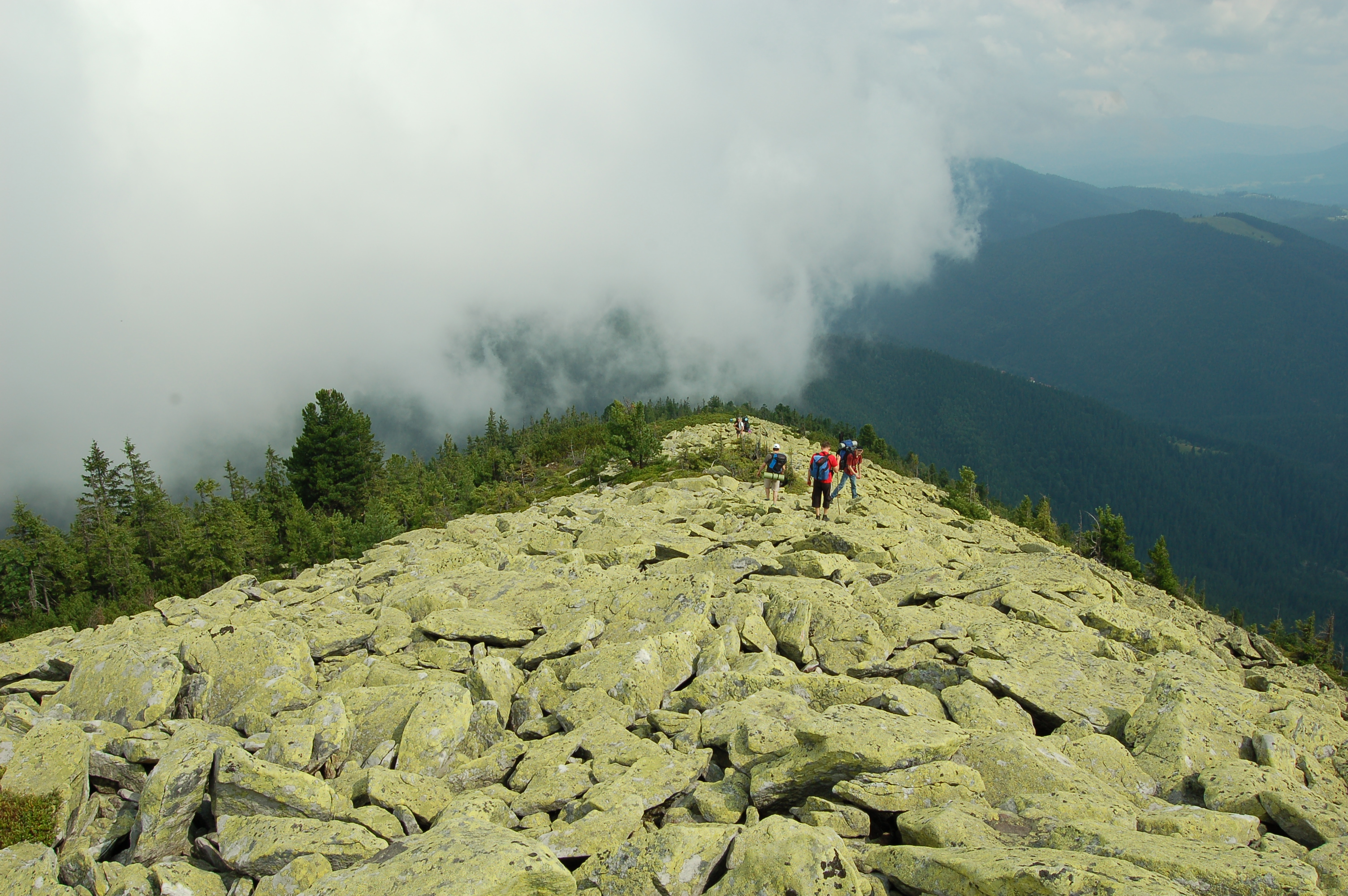
Кам'яні осипища (місцева назва «ґо́рґани» або «ґрехоти»).
Вигляд з гори на південь
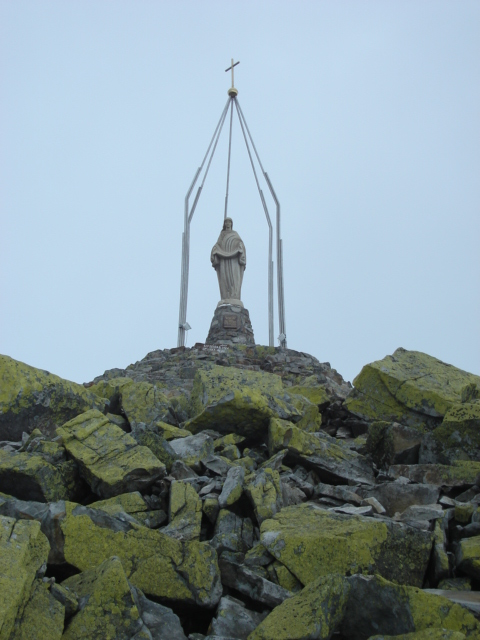
Статуя Діви Марії на вершині

### Види на гору

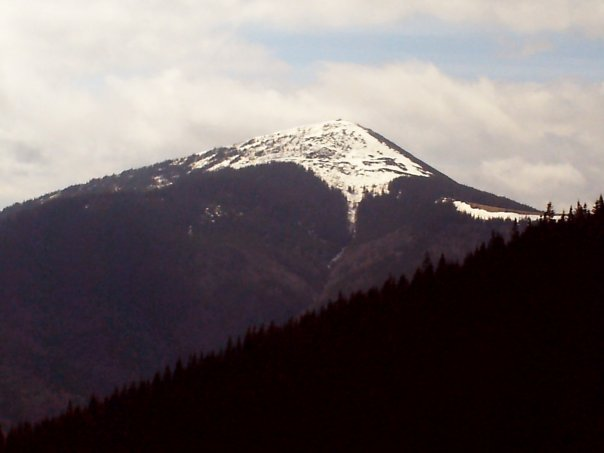
Хом'як з хребта Явірник (1 травня 2006 р.).  Чітко проглядається лавинонебезпечна ділянка, де у 2010 році загинув турист.
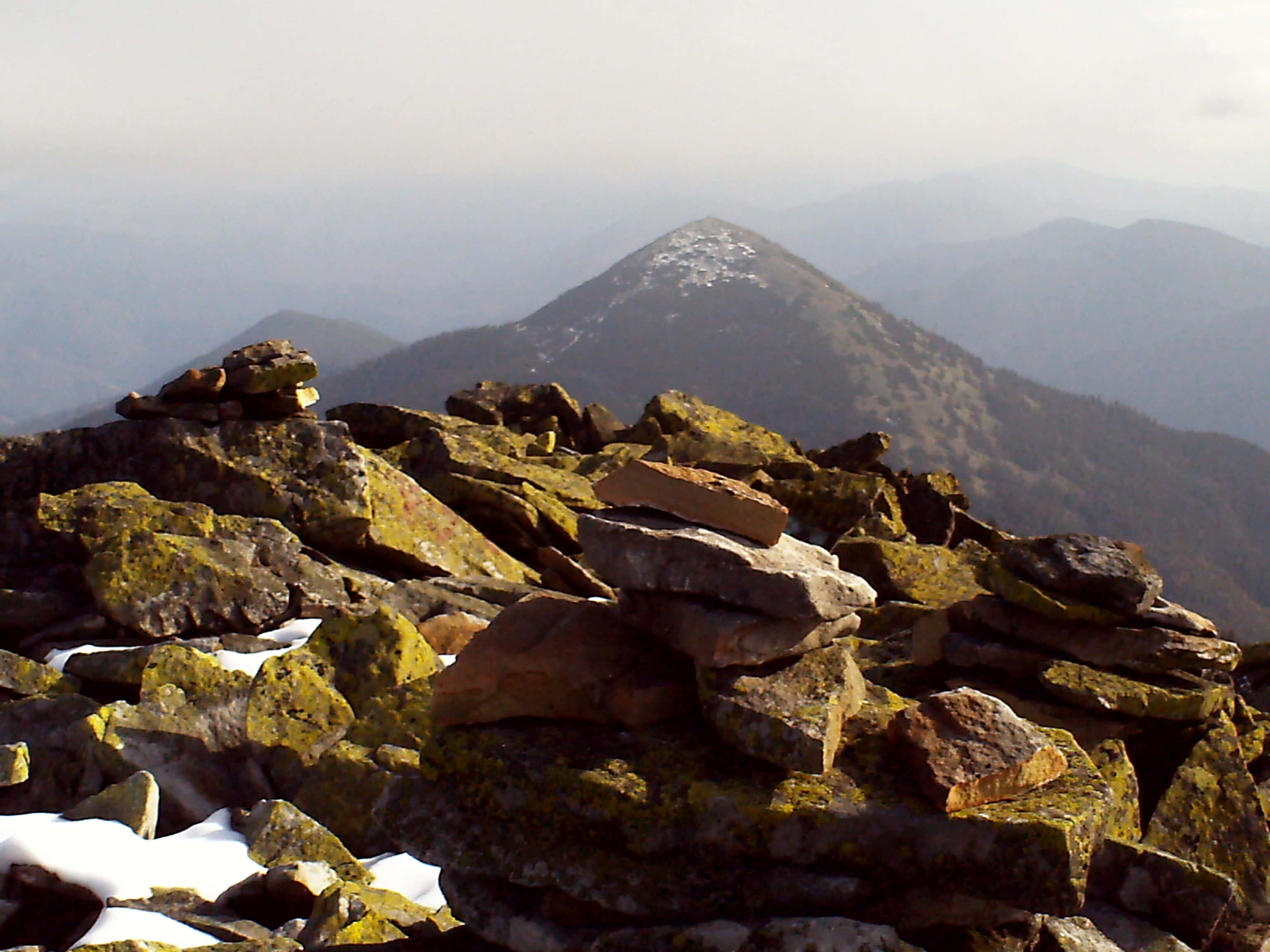
Хом'як із Синяка
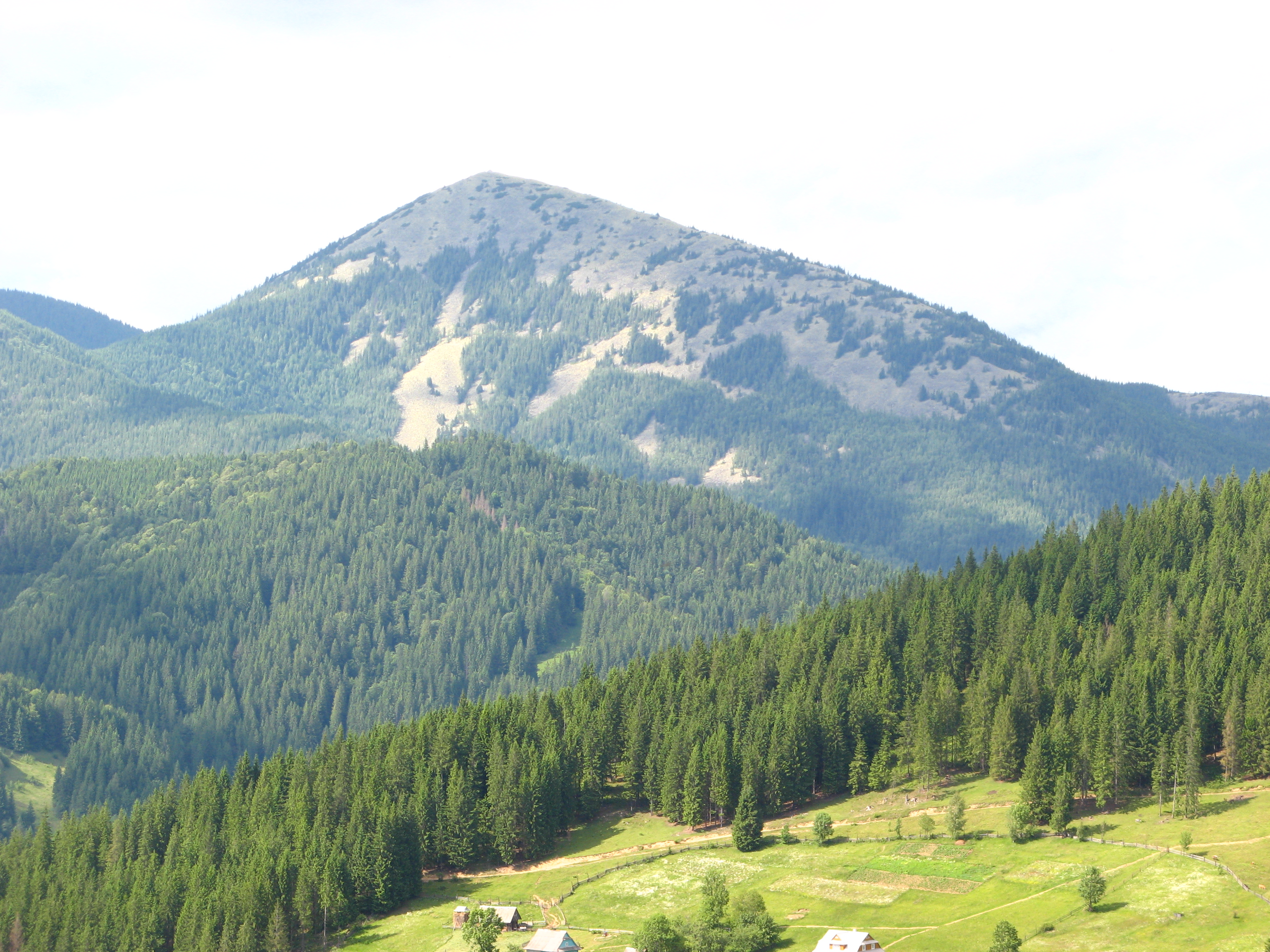
Вигляд на Хом'як зі села Яблуниця
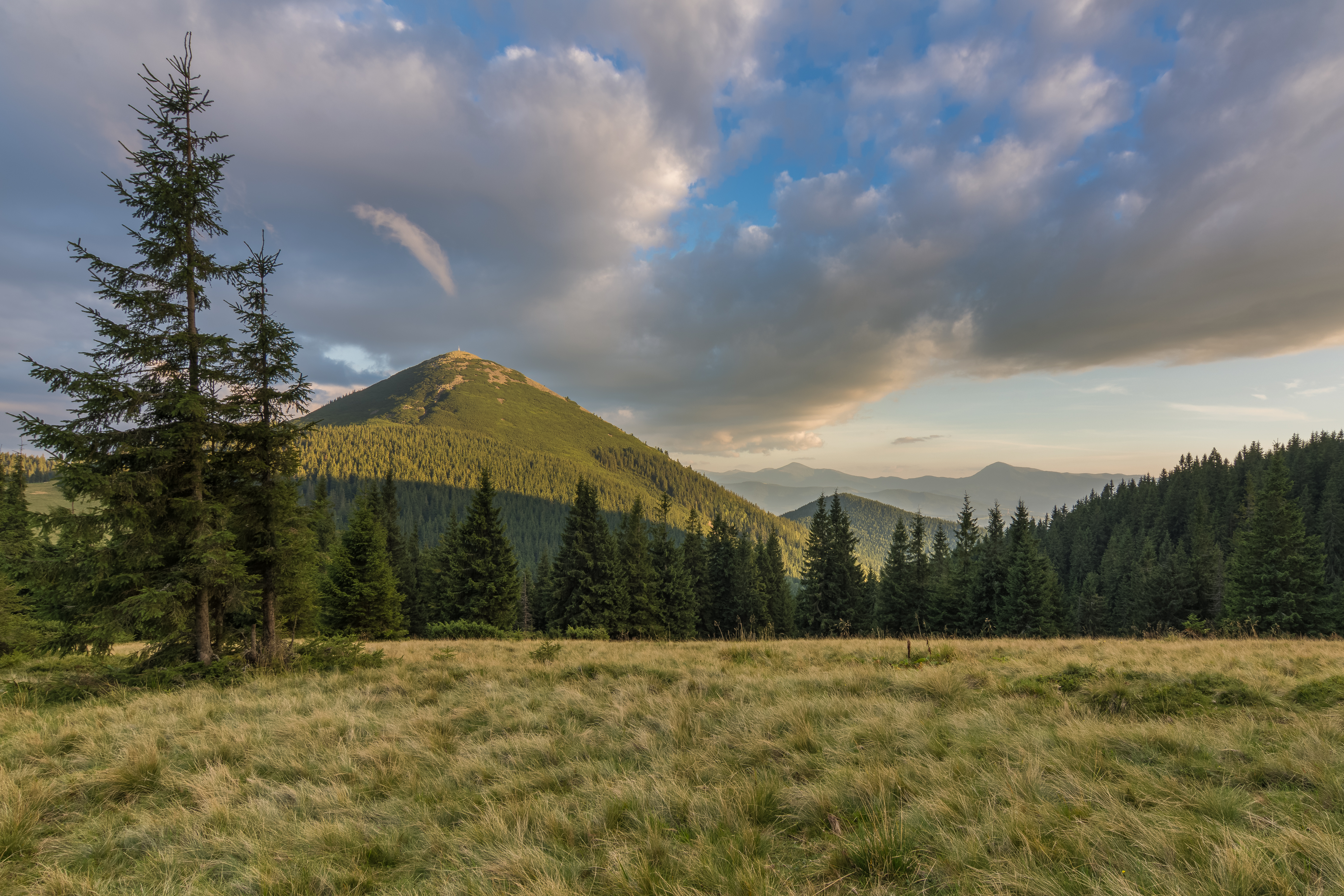
Гора Хом'як, вигляд з полонини Хом'яків
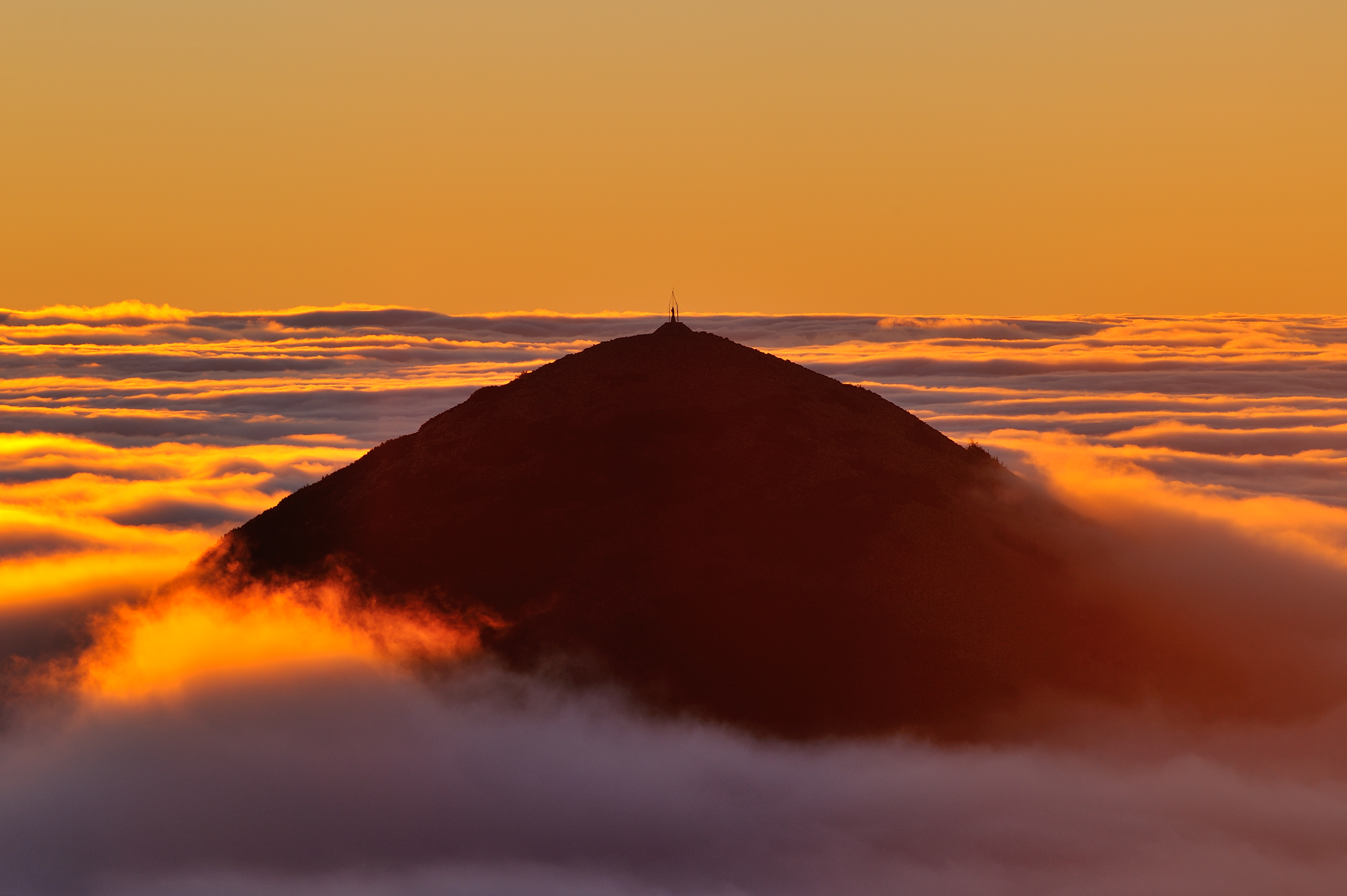
Хом'як уранці (2013)
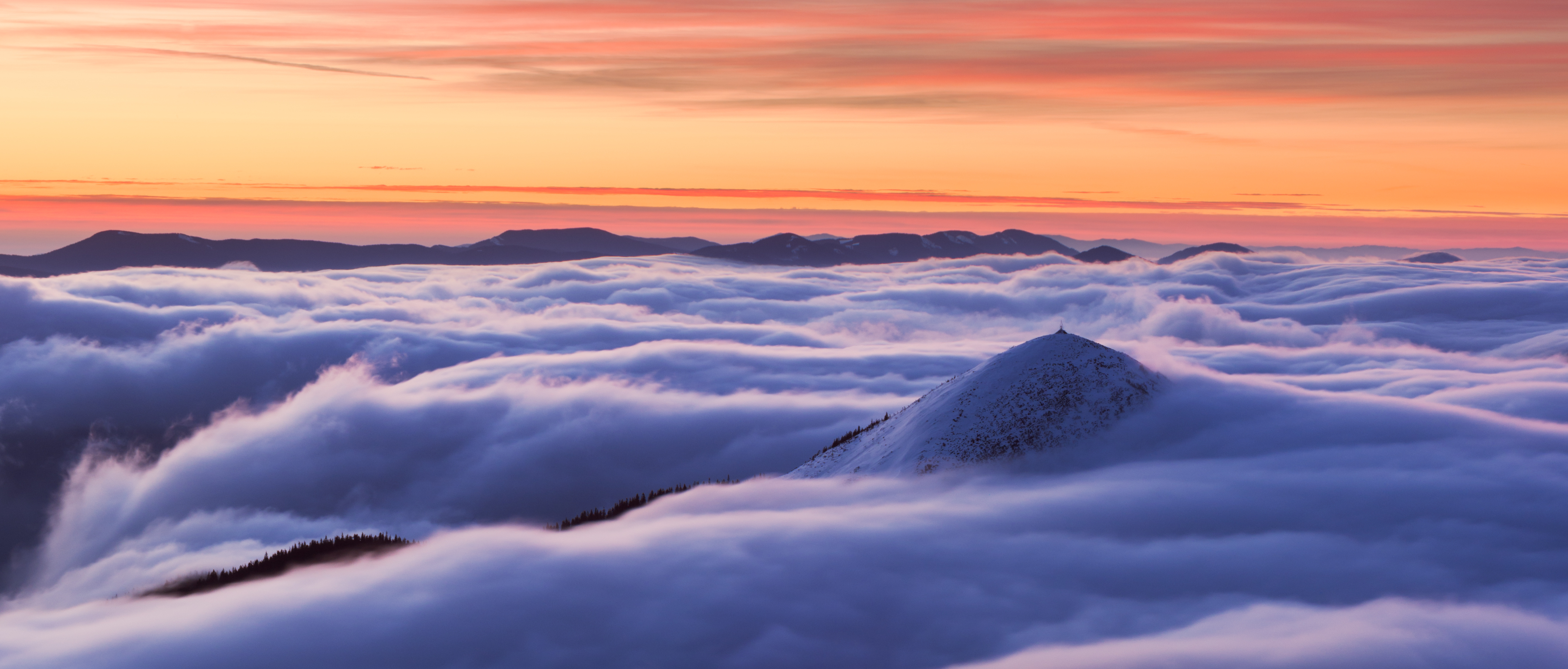
Гора Хом'як у тумані
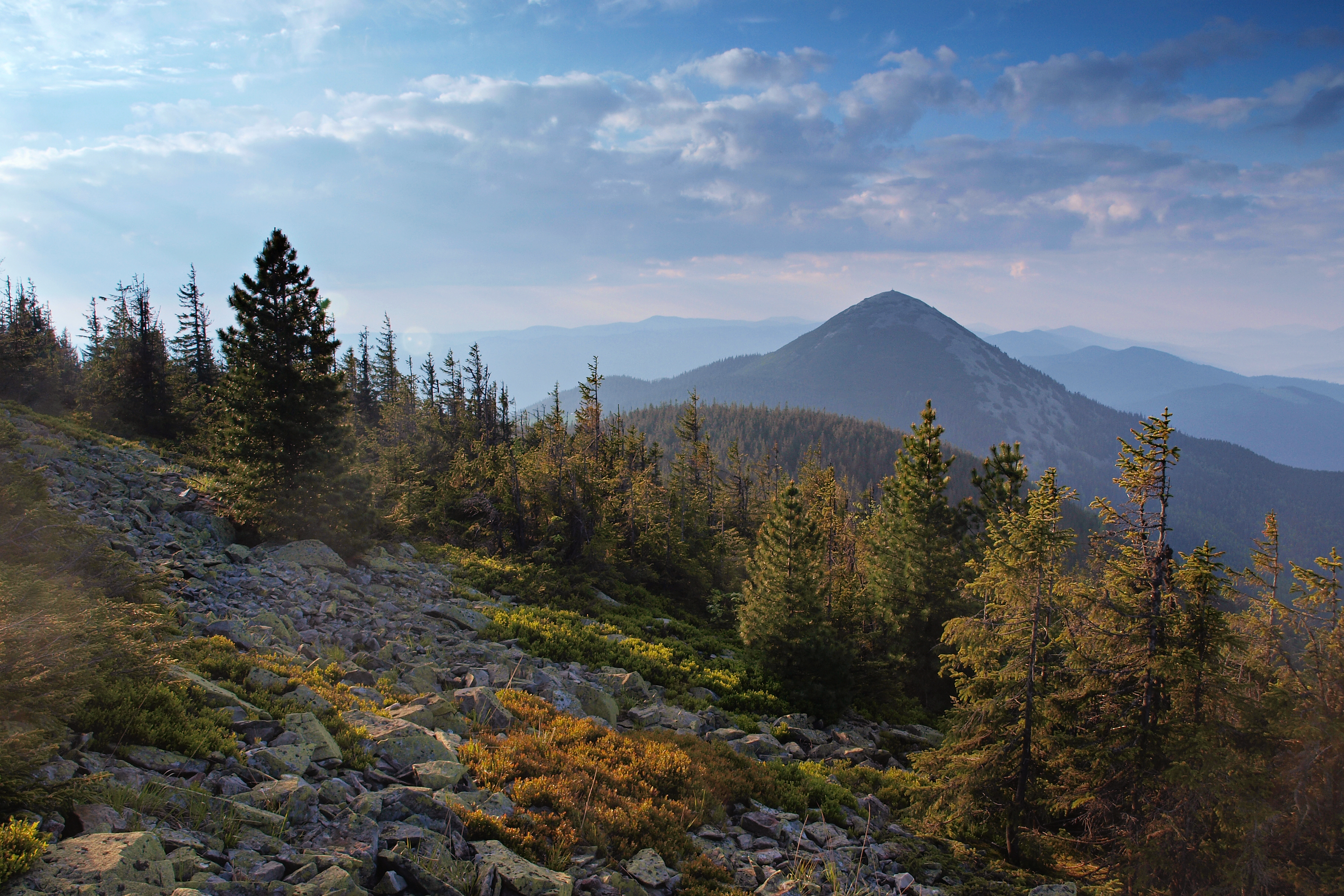
Вид з Синяка